# Aywaille
Aywaille (en való Aiwêye) és un municipi belga de la província de Lieja a la regió valona. L'1 de gener de 1977 se li uniren les comunes de Sougné-Remouchamps, Deigné, Harzé i Ernonheid. Limita amb els municipis de Theux, Spa, Comblain-au-Pont, Ferrières, Sprimont i Stoumont. L'1 de gener del 2024 tenia 12.865 habitants.